# Форнолоза (Торино)
Форнолоза је насеље у Италији у округу Торино, региону Пијемонт.
Према процени из 2011. у насељу је живело 30 становника. Насеље се налази на надморској висини од 769 м.